# Siete vidas (álbum)
Siete vidas es el noveno álbum solista de estudio de Rubén Rada, y el séptimo editado en Argentina, contando el disco en vivo La cosa se pone negra (1983).

## Historia
En Siete vidas los músicos que acompañan a Rada siguen siendo los mismos que en los álbumes clásicos precedentes (falta Urbano Moraes), pero Fernando Peláez, en su libro Rada, advierte un cambio en el sonido de la música de Rada, que en este disco considera más volcada al pop y al tecno. También, Peláez repara en un escenario del rock argentino transformado, liderado ahora por artistas con públicos bien determinados (Soda Stereo, Charly García, Sumo, etc.).
Siete vidas es el único disco grabado por Rada, producido por Alberto Kahan y Raúl Abramzon, este último como productor también en la parte artística (el productor musical del disco anterior, La yapla mata, había sido Osvaldo Fattoruso.)
"Matías, el nuevo embajador", es una canción para su hijo, que Rada volvió a grabar en Concierto por la vida (1994), en una versión de 14 minutos, donde se suceden solos de Ricardo Nolé, Lito Epumer y Urbano Moraes.
"El loco la viola" y "Dale goleador" fueron compuestas por Rada con Ricardo Nolé. "Dale goleador", con coro murguero, refiere a Maradona, y en ella el matemático Peláez encuentra similitudes con momentos del disco Does Humor Belong in Music? (1986) de Frank Zappa, aunque no da más detalles sobre esas similitudes.
“Piel de Zorro” es una canción que Rada volvería a grabar en el disco con Eduardo Mateo Botija de mi país (1987) y en Amoroso Pop (2013). La versión del disco con Mateo fue incluida en el compilado de Sondor Lo mejor de Rada Vol. 2 (1997). Rada cuenta en el libro Rada que la canción está inspirada en la novia de un bajista, ambos comunistas, que en los sesenta usaba un tapado que a Rada le parecía espantoso, y que cuando iban a tocar a una fiesta de personas adineradas, se ponía a hablar con la gente para convencerla de los beneficios del comunismo.
Siete vidas fue reeditado en CD en 1996 pero como parte de la serie ABC, que Polygram editaba en conjunto con Musimundo (Polygram había absorbido a Interdisc pero publicaba los discos manteniendo el logo de Interdisc). La edición no respetó el arte de tapa, que es genérico, correspondiente al de la serie ABC, y tampoco mantuvo el nombre del disco, que en la nueva portada solo dice: "Ruben Rada, Serie ABC".

## Lista de canciones
Lado A
1. El loco la viola
2. Matías, el nuevo embajador
3. Estás en todas partes
4. Dame he

Lado B
1. Dale goleador
2. África dónde estás
3. Voy para el este
4. Piel de zorro

## Ficha técnica
- Rubén Rada: Voz
- Ricardo Nolé: Teclados (bajo en B4)
- Ricardo Lew: Guitarra
- Beto Satragni: Bajo y voces
- Osvaldo Fattoruso: Batería, percusión, voces
- Hugo Pierre: Saxo en A2 y A4
- Henry Bay: Trombón en A2 y A4
- Roberto "Fat's" Fernández: Primera trompeta en A2 y A4
- Cacho Mariconda: Segunda trompeta en A2 y A4
- Mariana Jodara: Voces en B4 y A2
- Los temas fueron compuestos por Rubén Rada, salvo A1 y B1 por Rubén Rada y Ricardo Nolé
- Dirección: Ricardo Nolé
- Arreglos de viento en A2 y A4, y arreglos de guitarra y flauta sintetizada en A3: Ricardo Lew
- Productores ejecutivos: Alberto Kahan, Raúl Abramzon
- productor artístico: Raúl Abramzon
- Asesoramiento matemático: María Laura Cattaneo
- Fotografía: Mariano Sanz
- Dirección de arte: Horacio Gallo